# Natação no Campeonato Mundial de Esportes Aquáticos de 2022 - 50 m borboleta feminino
A prova dos 50 metros borboleta feminino da natação no Campeonato Mundial de Esportes Aquáticos de 2022 ocorreu nos dias 23 e 24 de junho, em Budapeste, na Hungria.

## Recordes
Antes desta competição, os recordes mundiais e do campeonato nesta prova eram os seguintes:
| Tipo                  | Atleta         | Tempo  | Local     | Data                |
| --------------------- | -------------- | ------ | --------- | ------------------- |
|                       | Sarah Sjöström | 24s 43 | Borås     | 5 de julho de 2014  |
| Recorde do campeonato | Sarah Sjöström | 24s 60 | Budapeste | 29 de julho de 2017 |

## Medalhistas
| Ouro                 | Prata                 | Bronze            |
| Sarah Sjöström (SWE) | Mélanie Henique (FRA) | Zhang Yufei (CHN) |

## Cronograma
Todos os horários são locais (UTC+2). 
| Data        | Hora  | Evento        |
| ----------- | ----- | ------------- |
| 23 de junho | 09:56 | Eliminatórias |
| 23 de junho | 19:11 | Semifinal     |
| 24 de junho | 18:02 | Final         |

## Resultados

### Eliminatórias
Esses foram os resultados das eliminatórias. A prova foi realizada no dia 23 de junho com início às 09:56.
| Pos. | Bateria | Raia | Nadadora                | Nacionalidade                   | Tempo | Notas            |
| ---- | ------- | ---- | ----------------------- | ------------------------------- | ----- | ---------------- |
| 1    | 6       | 3    | Zhang Yufei             | China                           | 25.39 | Q                |
| 2    | 7       | 4    | Sarah Sjöström          | Suécia                          | 25.43 | Q                |
| 3    | 6       | 4    | Mélanie Henique         | França                          | 25.61 | Q                |
| 4    | 7       | 6    | Maaike de Waard         | Países Baixos                   | 25.92 | Q                |
| 5    | 5       | 4    | Claire Curzan           | Estados Unidos                  | 25.93 | Q                |
| 6    | 6       | 6    | Sara Junevik            | Suécia                          | 25.94 | Q                |
| 7    | 5       | 3    | Farida Osman            | Egito                           | 25.95 | Q                |
| 8    | 6       | 5    | Marie Wattel            | França                          | 26.01 | Q                |
| 9    | 7       | 2    | Silvia Di Pietro        | Itália                          | 26.08 | Q                |
| 10   | 7       | 3    | Torri Huske             | Estados Unidos                  | 26.10 | Q                |
| 11   | 5       | 5    | Anna Ntountounaki       | Grécia                          | 26.20 | Q                |
| 12   | 7       | 7    | Brianna Throssell       | Austrália                       | 26.26 | Q                |
| 13   | 5       | 7    | Jeong So-eun            | Coreia do Sul                   | 26.40 | Q                |
| 14   | 6       | 2    | Julie Kepp Jensen       | Dinamarca                       | 26.45 | Q                |
| 15   | 5       | 2    | Elena Di Liddo          | Itália                          | 26.47 | Q                |
| 15   | 7       | 0    | Katerine Savard         | Canadá                          | 26.47 | Q                |
| 17   | 7       | 1    | Neža Klančar            | Eslovênia                       | 26.56 |                  |
| 18   | 4       | 4    | Maria Ugolkova          | Suíça                           | 26.58 |                  |
| 19   | 5       | 6    | Tessa Giele             | Países Baixos                   | 26.63 |                  |
| 20   | 7       | 9    | Helena Gasson           | Nova Zelândia                   | 26.67 |                  |
| 21   | 7       | 5    | Emilie Beckmann         | Dinamarca                       | 26.69 |                  |
| 22   | 5       | 1    | Giovanna Diamante       | Brasil                          | 26.75 |                  |
| 23   | 4       | 5    | Tamara Potocká          | Eslováquia                      | 26.82 |                  |
| 24   | 6       | 0    | Dominika Varga          | Hungria                         | 26.91 |                  |
| 25   | 4       | 3    | Lismar Lyon             | Venezuela                       | 26.93 |                  |
| 26   | 6       | 9    | Quah Jing Wen           | Singapura                       | 26.95 |                  |
| 27   | 7       | 8    | Mimosa Jallow           | Finlândia                       | 26.99 |                  |
| 28   | 5       | 8    | Anicka Delgado          | Equador                         | 27.12 |                  |
| 29   | 6       | 7    | Lana Pudar              | Bósnia e Herzegovina            | 27.14 |                  |
| 30   | 5       | 0    | Huang Mei-chien         | Taipé Chinesa                   | 27.20 |                  |
| 31   | 6       | 1    | Jenjira Srisaard        | Tailândia                       | 27.21 |                  |
| 32   | 5       | 9    | Miranda Renner          | Filipinas                       | 27.22 |                  |
| 33   | 4       | 6    | Mariam Sheikhalizadeh   | Azerbaijão                      | 27.29 |                  |
| 34   | 6       | 8    | Gabriela Ņikitina       | Letônia                         | 27.41 |                  |
| 35   | 4       | 8    | Olivia Borg             | Samoa                           | 27.43 |                  |
| 36   | 4       | 2    | Maddy Moore             | Bermudas                        | 27.48 |                  |
| 37   | 4       | 0    | Amel Melih              | Argélia                         | 27.59 |                  |
| 38   | 4       | 9    | Nikol Merizaj           | Albânia                         | 27.83 |                  |
| 39   | 4       | 1    | Oumy Diop               | Senegal                         | 27.89 |                  |
| 40   | 3       | 4    | Imane El Barodi         | Marrocos                        | 27.96 | Recorde nacional |
| 41   | 3       | 6    | María Schutzmeier       | Nicarágua                       | 28.33 |                  |
| 42   | 3       | 5    | Norah Milanesi          | Camarões                        | 28.66 |                  |
| 43   | 1       | 4    | Varsenik Manucharyan    | Armênia                         | 28.80 |                  |
| 44   | 2       | 5    | Mikaili Charlemagne     | Santa Lúcia                     | 29.00 |                  |
| 45   | 2       | 8    | Batbayaryn Enkhkhüslen  | Mongólia                        | 29.08 |                  |
| 46   | 3       | 7    | Cherelle Thompson       | Trinidad e Tobago               | 29.29 |                  |
| 47   | 3       | 3    | Lia Lima                | Angola                          | 29.31 |                  |
| 48   | 3       | 1    | Aniqah Gaffoor          | Sri Lanka                       | 29.79 |                  |
| 49   | 3       | 2    | Antsa Rabejaona         | Madagáscar                      | 29.87 |                  |
| 50   | 3       | 0    | Yusra Mardini           | Atleta refugiado                | 30.08 |                  |
| 51   | 1       | 5    | Anastasiya Morginshtern | Turquemenistão                  | 30.59 |                  |
| 52   | 2       | 1    | Ayah Binrajab           | Bahrein                         | 30.69 |                  |
| 53   | 3       | 8    | Hayley Hoy              | Essuatíni                       | 30.99 |                  |
| 54   | 3       | 9    | Denise Donelli          | Moçambique                      | 31.01 |                  |
| 55   | 2       | 7    | Taffi Illis             | São Martinho                    | 31.25 |                  |
| 56   | 2       | 4    | Tilka Paljk             | Zâmbia                          | 31.48 |                  |
| 57   | 2       | 0    | Kestra Kihleng          | Estados Federados da Micronésia | 31.76 |                  |
| 58   | 1       | 3    | Sonia Aktar             | Bangladesh                      | 32.26 |                  |
| 59   | 2       | 6    | Daniella Nafal          | Palestina                       | 33.25 |                  |
| 60   | 2       | 2    | Kayla Hepler            | Ilhas Marshall                  | 34.94 |                  |
| 61   | 2       | 2    | Lucie Kouadio           | Costa do Marfim                 | DNS   | DNS              |
| 61   | 3       | 2    | Luana Alonso            | Paraguai                        | DNS   | DNS              |

### Semifinal
Esses foram os resultados das semifinais. A prova foi realizada no dia 23 de junho com início às 19:11.
| Pos. | Bateria | Raia | Nadadora          | Nacionalidade  | Tempo | Notas |
| ---- | ------- | ---- | ----------------- | -------------- | ----- | ----- |
| 1    | 1       | 4    | Sarah Sjöström    | Suécia         | 25.13 | Q     |
| 2    | 1       | 2    | Torri Huske       | Estados Unidos | 25.38 | Q,    |
| 3    | 2       | 5    | Mélanie Henique   | França         | 25.41 | Q     |
| 4    | 2       | 6    | Farida Osman      | Egito          | 25.46 | Q     |
| 5    | 2       | 4    | Zhang Yufei       | China          | 25.54 | Q     |
| 6    | 1       | 6    | Marie Wattel      | França         | 25.56 | Q     |
| 7    | 2       | 3    | Claire Curzan     | Estados Unidos | 25.67 | Q     |
| 8    | 1       | 5    | Maaike de Waard   | Países Baixos  | 25.75 | Q     |
| 9    | 1       | 3    | Sara Junevik      | Suécia         | 25.80 |       |
| 10   | 2       | 7    | Anna Ntountounaki | Grécia         | 25.89 |       |
| 11   | 1       | 7    | Brianna Throssell | Austrália      | 26.05 |       |
| 12   | 2       | 2    | Silvia Di Pietro  | Itália         | 26.08 |       |
| 13   | 1       | 8    | Katerine Savard   | Canadá         | 26.14 |       |
| 14   | 1       | 1    | Julie Kepp Jensen | Dinamarca      | 26.32 |       |
| 14   | 2       | 1    | Jeong So-eun      | Coreia do Sul  | 26.32 |       |
| 16   | 2       | 8    | Elena Di Liddo    | Itália         | 26.59 |       |

### Final
A final foi realizada em 24 de junho às 18:02.
| Pos.              | Raia | Nadadora        | Nacionalidade  | Tempo | Notas            |
| ----------------- | ---- | --------------- | -------------- | ----- | ---------------- |
| Medalha de ouro   | 4    | Sarah Sjöström  | Suécia         | 24.95 |                  |
| Medalha de prata  | 3    | Mélanie Henique | França         | 25.31 |                  |
| Medalha de bronze | 2    | Zhang Yufei     | China          | 25.32 |                  |
| 4                 | 6    | Farida Osman    | Egito          | 25.38 | Recorde africano |
| 5                 | 1    | Claire Curzan   | Estados Unidos | 25.43 |                  |
| 6                 | 5    | Torri Huske     | Estados Unidos | 25.45 |                  |
| 7                 | 7    | Marie Wattel    | França         | 25.79 |                  |
| 8                 | 8    | Maaike de Waard | Países Baixos  | 25.85 |                  |

Legenda
| Recorde mundial       | Recorde mundial (World record)               |                       | Recorde africano                      | Recorde africano (African) |                                           | Q | Classificado por posição (Qualified) |
| Recorde do campeonato | Recorde do campeonato (Championship record)  | Recorde da América    | Recorde da América (Americas)         | q                          | Classificado por melhor tempo (Qualified) |   |                                      |
| Melhor marca do ano   | Melhor marca do ano (World leading)          | Recorde asiático      | Recorde asiático (Asian)              | DNS                        | Não largou (Did not start)                |   |                                      |
| Recorde nacional      | Recorde nacional (National record)           | Recorde europeu       | Recorde europeu (European)            | DNF                        | Não terminou (Did not finish)             |   |                                      |
| Recorde pessoal       | Recorde pessoal do atleta (Personal best)    | Recorde da Oceania    | Recorde da Oceania (Oceania)          | DSQ / DQ                   | Desclassificado (Disqualified)            |   |                                      |
| Recorde da temporada  | Recorde da temporada do atleta (Season best) | Recorde sul-americano | Recorde sul-americano (South America) | NM                         | Sem marca (No mark)                       |   |                                      |